# Ottawa-Ouest—Nepean (circonscription provinciale)
Circonscription électorale provinciale du Canada
Ottawa-Ouest—Nepean ((en) Ottawa West—Nepean) est une circonscription provinciale de l'Ontario représentée à l'Assemblée législative de l'Ontario depuis 1999.

## Géographie
La circonscription consiste en la portion ouest de la ville d'Ottawa
Les circonscriptions limitrophes sont Kanata—Carleton, Carleton, Nepean, Ottawa-Sud et Ottawa-Centre.

## Historique
La circonscription est assez solidement dans le camp des libéraux. Toutefois, dans l'élection provinciale de 1999, l'ancien député Alex Cullen perd l'investiture du parti face à Rick Chiarelli à la suite de féroces guerres internes au parti. Cullen se présente sous la bannière du NPD, divisant le vote libéral et donnant la victoire au conservateur Garry Guzzo. Dans l'élection provinciale de 2003, Jim Watson, ancien maire d'Ottawa, défait Guzzo.
| Législature                                                                       | Années        | Député        | Député         | Parti                     |
| --------------------------------------------------------------------------------- | ------------- | ------------- | -------------- | ------------------------- |
| Ottawa-Ouest—Nepean Circonscription issue d'Ottawa-Ouest, Nepean et Ottawa—Rideau |               |               |                |                           |
| 37e                                                                               | 1999-2003     |               | Garry Guzzo    | Progressiste-conservateur |
| 38e                                                                               | 2003-2007     |               | Jim Watson     | Libéral                   |
| 39e                                                                               | 2007-2010     |               | Jim Watson     | Libéral                   |
| 39e                                                                               | 2010-2011     | Bob Chiarelli |                | Libéral                   |
| 40e                                                                               | 2011-2014     | Bob Chiarelli |                | Libéral                   |
| 41e                                                                               | 2014-2018     | Bob Chiarelli |                | Libéral                   |
| 42e                                                                               | 2018-2022     |               | Jeremy Roberts | Progressiste-conservateur |
| 43e                                                                               | 2022–2025     |               | Chandra Pasma  | Néo-démocrate             |
| 44e                                                                               | 2025–en cours |               | Chandra Pasma  | Néo-démocrate             |

## Circonscription fédérale
Comme partout en Ontario, sauf dans le nord, les circonscriptions provinciales sont les mêmes que les circonscriptions électorales fédérales depuis les élections provinciales de 1999.